# 阿尔派恩 (怀俄明州)
阿尔派恩（英語：Alpine）是美国怀俄明州林肯县下属的一座城鎮。该鎮的人口在2000年为550人，2010年有828，2011年则估计有826人。